# 長尾攀鼠屬
長尾攀鼠屬（学名：Vandeleuria），哺乳綱、囓齒目、鼠科的一屬，而與長尾攀鼠屬（長尾攀鼠）同科的動物尚有雲南攀鼠屬（雲南攀鼠）、擬林鼠屬（擬林鼠）、大裸尾鼠屬（孔武大裸尾鼠）、白腹蓬毛鼠屬（白腹蓬毛鼠）等之數種哺乳動物。

## 下属物种
本属包括以下物种：
- Vandeleuria nilagirica (Jerdon, 1867)
- Vandeleuria nolthenii Phillips, 1929
- 长尾攀鼠 Vandeleuria oleracea (Bennett, 1832)